# Eiskunstlauf-Europameisterschaften 1989
Die 81. Eiskunstlauf-Europameisterschaften fanden vom 17. bis 22. Januar 1989 in Birmingham statt.

## Ergebnisse

### Herren
| Platz              | Sportler                 | Land                   |
| ------------------ | ------------------------ | ---------------------- |
| 1                  | Alexander Fadejew        | Sowjetunion            |
| 2                  | Grzegorz Filipowski      | Polen                  |
| 3                  | Petr Barna               | Tschechien             |
| 4                  | Dmitri Gromow            | Sowjetunion            |
| 5                  | Daniel Weiss             | BR Deutschland         |
| 6                  | Wjatscheslaw Sahorodnjuk | Sowjetunion            |
| 7                  | Axel Médéric             | Frankreich             |
| 8                  | Peter Johansson          | Schweden               |
| 9                  | Lars Dresler             | Dänemark               |
| 10                 | Alessandro Riccitelli    | Italien                |
| 11                 | András Száraz            | Ungarn                 |
| 12                 | Ronny Winkler            | DDR                    |
| 13                 | Éric Millot              | Frankreich             |
| 14                 | Ralf Burghart            | Österreich             |
| 15                 | Christian Newberry       | Vereinigtes Königreich |
| 16                 | Oula Jaaskelainen        | Finnland               |
| 17                 | Tomislav Čižmešija       | Jugoslawien            |
| 18                 | Jan Erik Digernes        | Norwegen               |
| 19                 | John Martin              | Vereinigtes Königreich |
| Kür nicht erreicht |                          |                        |
| 20                 | Boiko Alexijew           | Bulgarien              |
|                    | Richard Zander (Z)       | BR Deutschland         |

- Z = Zurückgezogen

### Damen
| Platz              | Sportlerin            | Land                   |
| ------------------ | --------------------- | ---------------------- |
| 1                  | Claudia Leistner      | BR Deutschland         |
| 2                  | Natalja Lebedewa      | Sowjetunion            |
| 3                  | Patricia Neske        | BR Deutschland         |
| 4                  | Simone Lang           | DDR                    |
| 5                  | Natalja Gorbenko      | Sowjetunion            |
| 6                  | Joanne Conway         | Vereinigtes Königreich |
| 7                  | Evelyn Großmann       | DDR                    |
| 8                  | Surya Bonaly          | Frankreich             |
| 9                  | Tamara Téglássy       | Ungarn                 |
| 10                 | Yvonne Gómez          | Spanien                |
| 11                 | Željka Čižmešija      | Jugoslawien            |
| 12                 | Yvonne Pokorny        | Österreich             |
| 13                 | Sabine Contini        | Italien                |
| 14                 | Helene Persson        | Schweden               |
| 15                 | Anisette Torp-Lind    | Dänemark               |
| 16                 | Stefanie Schmid       | Schweiz                |
| 17                 | Claude Péri           | Frankreich             |
| 18                 | Jacqueline Soames     | Vereinigtes Königreich |
| 19                 | Jeltje Schulten       | Niederlande            |
| Kür nicht erreicht |                       |                        |
| 20                 | Iveta Voralová        | Tschechoslowakei       |
| 21                 | Sandrine Goes         | Belgien                |
| 22                 | Elina Hanninen        | Finnland               |
| 23                 | Anita Thorenfeldt     | Norwegen               |
| 24                 | Asia Alexijewa        | Bulgarien              |
| 25                 | Andrea Granitz        | Ungarn                 |
|                    | Mirela Gawłowska (ZI) | Polen                  |

- Z = Zurückgezogen

### Paare
| Platz | Sportler                                | Land                   |
| ----- | --------------------------------------- | ---------------------- |
| 1     | Larissa Selesnjowa / Oleg Makarow       | Sowjetunion            |
| 2     | Mandy Wötzel / Axel Rauschenbach        | DDR                    |
| 3     | Natalja Mischkutjonok / Artur Dmitrijew | Sowjetunion            |
| 4     | Elena Kvitchenko / Rashid Kadyrkaev     | Sowjetunion            |
| 5     | Cheryl Peake / Andrew Naylor            | Vereinigtes Königreich |
| 6     | Anuschka Gläser / Stefan Pfrengle       | BR Deutschland         |
| 7     | Lisa Cushley / Neil Cushley             | Vereinigtes Königreich |
| 8     | Sonja Adalbert / Daniele Caprano        | BR Deutschland         |
| 9     | Anna Górecka / Arkadiusz Górecki        | Polen                  |

### Eistanz
| Platz | Sportler                                | Land                   |
| ----- | --------------------------------------- | ---------------------- |
| 1     | Marina Klimowa / Sergei Ponomarenko     | Sowjetunion            |
| 2     | Maja Ussowa / Alexander Schulin         | Sowjetunion            |
| 3     | Natalija Annenko / Genrich Sretenski    | Sowjetunion            |
| 4     | Klára Engi / Attila Tóth                | Ungarn                 |
| 5     | Stefania Calegari / Pasquale Camerlengo | Italien                |
| 6     | Sharon Jones / Paul Askham              | Vereinigtes Königreich |
| 7     | Andrea Juklová / Martin Šimeček         | Tschechoslowakei       |
| 8     | Dominique Yvon / Frédéric Palluel       | Frankreich             |
| 9     | Małgorzata Grajcar / Andrzej Dostatni   | Polen                  |
| 10    | Andrea Weppelmann / Hendryk Schamberger | BR Deutschland         |
| 11    | Sophie Moniotte / Pascal Lavanchy       | Frankreich             |
| 12    | Susanna Rahkamo / Petri Kokko           | Finnland               |
| 13    | Anna Croci / Luca Mantovani             | Italien                |
| 14    | Karen Quinn / Alan Abretti              | Vereinigtes Königreich |
| 15    | Krisztina Kerekes / Csaba Szentpétery   | Ungarn                 |
| 16    | Diane Gerencser / Bernard Columberg     | Schweiz                |
| 17    | Ursula Holik / Herbert Holik            | Österreich             |